# زاوية أحنصال
زاوية أحنصال هي قرية مغربية شمال المملكة. تنتمي زاوية أحنصال لإقليم أزيلال الجبلي. تضم هذه القرية 10.435 نسمة (إحصاء 2004).